# Dagoberto Lara
Dagoberto Lara Soriano (Cienfuegos; 16 de abril de 1953) es un exfutbolista internacional cubano que jugó como delantero.
Fue entrenador asistente de las selecciones juveniles cubanas (sub-17, sub-20 y sub-23). Actualmente vive en Miami.

## Trayectoria
Apodado El Tibi Lara, comenzó su carrera con la camiseta del FC Pinar del Río en 1970. Después, jugó con el Azucareros y ganó dos veces el Campeonato Cubano en 1974 y 1976.
En 1982, terminó como máximo goleador del campeonato con 8 goles marcados junto a Roberto Pereira, esta vez, bajo los colores del FC Cienfuegos donde con su compañero Andrés Roldán hizo maravillas. De hecho, entre ellos marcaron 29 de los 33 goles que le permitieron al club obtener su primera coronación en 1985 y colgó los botines en 1990.

## Selección nacional
Fue internacional de 1971 a 1987 con la selección cubana y comienza durante el Campeonato de la Concacaf en 1971, anotando en su primer partido que fue ante Trinidad y Tobago el 30 de noviembre.
Formó parte de una talentosa generación de jugadores que compitieron en el torneo de fútbol de los Juegos Olímpicos dos veces seguidas en 1976 y 1980 (donde alcanzó los cuartos de final).
También participó en los torneos clasificatorios para los Mundiales de 1978 y 1982 (9 encuentros jugados en total para 1 gol marcado).
A nivel regional, se distinguió tanto en los Juegos Centroamericanos y del Caribe - ganando tres medallas de oro en 1970, 1974 y 1986 - como también durante los Juegos Panamericanos de 1979 con una medalla de plata.

### Participaciones en Juegos Olímpicos
| Torneo                   | Sede     | Resultado        |
| ------------------------ | -------- | ---------------- |
| Juegos Olímpicos de 1976 | Montreal | Primera ronda    |
| Juegos Olímpicos de 1980 | Moscú    | Cuartos de final |

### Goles internacionales
| Gol | Fecha                   | Estadio                          | Adversario        | Puntuación | Resultado | Competición                                   |
| --- | ----------------------- | -------------------------------- | ----------------- | ---------- | --------- | --------------------------------------------- |
| 1.  | 30 de noviembre de 1971 | Queen's Park Oval, Puerto España | Trinidad y Tobago | 2-2        | 2-2       | Campeonato de Naciones de la Concacaf de 1971 |
| 2.  | 15 de agosto de 1976    | Independence Park, Kingston      | Jamaica           | 2-0        | 3-1       | Clasificación para la Copa Mundial de 1978    |
| 3.  | 31 de marzo de 1987     | Estadio 9 de Mayo, Machala       | Ecuador           | 1-0        | 1-0       | Partido amistoso                              |

## Clubes
| Club          | País | Año       |
| ------------- | ---- | --------- |
| Pinar del Río | Cuba | 1970      |
| Azucareros    | Cuba | 1971-1978 |
| Cienfuegos    | Cuba | 1978-1990 |

## Palmarés

### Títulos nacionales
| Título              | Equipo     | País | Año  |
| ------------------- | ---------- | ---- | ---- |
| Campeonato Nacional | Azucareros | Cuba | 1974 |
| Campeonato Nacional | Azucareros | Cuba | 1976 |
| Campeonato Nacional | Cienfuegos | Cuba | 1985 |

### Distinciones individuales
| Distinción                                      | Año  |
| ----------------------------------------------- | ---- |
| Máximo goleador del Campeonato Nacional de Cuba | 1982 |